# Județul Suceava (antebelic)
Județul Suceava a fost o unitate administrativă de ordinul întâi din Vechiul Regat al României (existent în perioada antebelică). Județul se afla în regiunea istorică Moldova, iar reședința era orașul Fălticeni. 
În perioada interbelică numele județului s-a schimbat în județul Baia.

## Așezare și limite

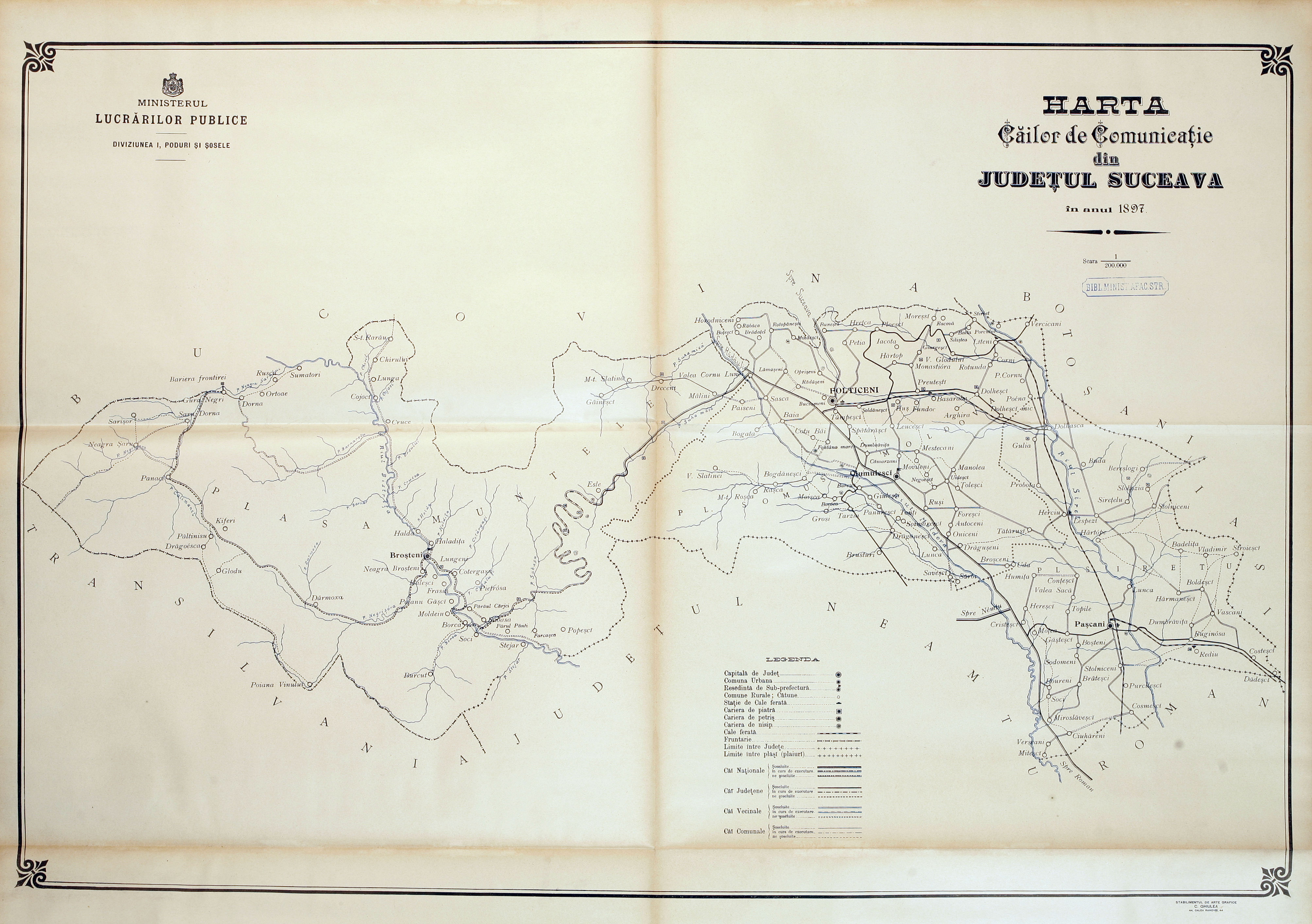
Harta județului Suceava în Atlasul Căilor de Comunicații din 1897

Era situat în nordul României, învecinându-se cu Bucovina și cu Transilvania (ce făceau parte atunci din Austro-Ungaria) și cu județele românești Neamț, Roman, Iași și Botoșani. 
Județul avea o formă neregulată (170 km de la vest la est și 40 km de la nord la sud), suprafața sa fiind de 475.000 ha. Populația în anul 1900 era de 129.696 locuitori.

## Istoric
Județul (până în 1864 ținutul) a fost format după anexarea nord-vestului Moldovei (denumit de austrieci Bucovina) în 1774, în amintirea teritoriilor pierdute (printre care și orașul Suceava) prin contopirea unor părți din ținuturile Neamț, Botoșani, Roman, Hârlău și Cârligăturii. Prima reședință a fost Rădășeni, dar după înființarea orașului Fălticeni, reședința se mută aici.
După Unirea Bucovinei cu România din 1918 și revenirea la România a districtului Suceava (care devine județul interbelic Suceava), județul antebelic Suceava se va numi județul Baia, pierzând câteva localități ce vor trece la noul județ Câmpulung (Dorna-Arini, Neagra Șarului, Panaci) și la județul Neamț (Crucea, Broșteni, Borca, Farcașa).

## Împărțire administrativă
În anul 1864, domnitorul Alexandru Ioan Cuza dă prima lege de organizare administrativ-teritorială modernă a teritoriului României. Legea prevedea împărțirea țării în 33 de județe, având ca subdiviziuni plășile și comunele (urbane și rurale). Județele și comunele erau investite cu personalitate juridică și cu organe deliberative și executive: consiliul județean și prefectul (acesta din urmă ca reprezentant al guvernului în teritoriu), respectiv consiliul comunal
și primarul (în calitate de reprezentant al guvernului în teritoriu). Plășile erau simple subdiviziuni ale județelor, fără personalitate juridică, conduse de subprefecți, cu atribuții de supraveghere și control asupra autorităților comunale.
Județul antebelic Suceava era compus din comuna urbană Fălticeni și 38 de comune rurale cu 185 de sate.
Până în 1886 era împărțit în 4 plăși: Șomuzul, Moldova, Muntele și Siretul. În 1886 plășile Șomuzul și Moldova s-au unit, formând plasa Șomuzul-Moldova. În 1892 era împărțit în 6 plăși: Muntele cu reședința subprefecturii în Broșteni, Moldova de Sus cu reședința Cornu-Luncii, Moldova de Jos cu reședința Ciumulești, Șomuzul cu reședința Giurgești, Siretul de Sus cu reședința Lespezi și Siretul de Jos cu reședința Pașcani. În 1902 avea 3 plăși Moldova-Șomuzul, Siretul și  Muntele.

## Marca
Marca (stema) județului era reprezentată de 3 brazi, semnul întinselor păduri de rășinoase ale județului. Aceasta va rămâne în perioada interbelică stema județului Baia.